# Contraltista
La parola moderna contraltista (anche, impropriamente, controtenore) è usata per indicare i cantanti di sesso maschile che cantano nel registro di contralto. Questi cantanti erano definiti semplicemente "contralti" fino al secolo XVIII, quando i contralti erano ancora in maggior parte uomini; solo successivamente il ruolo è diventato prevalentemente femminile, e nella seconda metà del XX secolo si è voluto introdurre un termine diverso per indicare i contralti maschi.

## Storia
L'etimologia della parola contralto deriva dalla musica polifonica, in cui si denominava contratenor altus (o contra altus) la parte medio-acuta delle composizioni, originata dal contratenor, passando poi, per estensione, a chiamare con lo stesso termine colui che cantava tale voce. Chi cantava la parte del tenor, chiamato a volte tenorista, non era assimilabile alla figura del tenore moderno, quanto piuttosto a una voce maschile che canti su un registro centrale, normale. Chi cantava una parte di altus (o di contratenor altus, detto a volte contratenorista) sfruttava le note acute della voce maschile molto più del tenorista, ricorrendo al falsetto proporzionalmente all'altezza della parte.
Tra la fine del Cinquecento e i primi anni del Seicento fecero la loro apparizione i castrati. Come ogni altro cantante, sia uomo che donna, questi potevano usare il registro di petto e quello di falsetto.
La nomenclatura delle voci era fondata su criteri diversi da quelli odierni; non esisteva nemmeno uno studio della tecnica vocale affine alle regole della moderna impostazione lirica, che invece contraddistingue gli attuali cantanti di musica colta. Inoltre non era raro il caso in cui uno stesso cantante coprisse ruoli vocali molto differenti.
Il nuovo repertorio "barocco" sfruttò sempre più le tessiture acute, rendendo il ricorso al falsetto necessario e, nel caso dei soprani (anche di sesso maschile), quasi esclusivo. In quest'epoca i cantori evirati ebbero grandissimo successo e buona parte della letteratura musicale per contralto fu destinata a essi.
Una menzione a parte riguarda i cantori evirati pontifici. I castrati usavano il registro di petto e di falsetto, come si può ascoltare nelle incisioni storiche di Alessandro Moreschi, ultimo evirato della Cappella Sistina che registrò all'inizio del Novecento sui primi supporti fonografici. Questi cantori, a causa della mutilazione a cui erano sottoposti, conservavano l'estensione acuta della voce prepuberale, senza sviluppare le note profonde del maschio adulto; cantavano perciò il soprano (ma il termine che definiva questa categoria era all'epoca diverso da quello attuale) usando normalmente il falsetto per le note acute e la voce di petto per le note basse.
I contralti della Cappella Sistina erano solitamente tenori acuti e uomini integri; «questa tesi è supportata, tra l'altro, dalle dimissioni volontarie presentate dal contralto Lorenzo Sanci. Risulta infatti dal diario della Cappella "che [il 10 dicembre 1626] il Signore Iddio lo chiamava ad altro stato essendosi risoluto di pigliar moglie"». Viceversa le fonti sono prodighe di notizie su eunuchi al servizio delle cappelle musicali o presso munifiche famiglie aristocratiche, che cantavano come soprani; infine poteva darsi il caso di un cantore evirato, ad esempio Giovanni Francesco Grossi, detto ‘Siface’, che ricopriva ruoli da contralto sulle scene, pur cantando come soprano nella Cappella Sistina. I primi castrati arruolati nella cappella pontificia come contralti risalgono alla fine del Seicento. Anche da particolari come questo, si capisce quanto si dovrebbero interpretare con cautela i termini 'soprano' o 'contralto' per questi cantori del passato.

## Alcuni contralti di epoca moderna

### Alfred Deller
Sembra che Il cantante inglese Alfred Deller (1912-1979) incoraggiasse l'uso del termine countertenor per distinguersi dai contralti di sesso femminile, promuovendo la rinascita dell'interesse nei confronti del contralto uomo. Con il suo gruppo Deller Consort, apportò anche un valido contributo alla diffusione della musica antica nel XX secolo. Deller era contralto del coro della cattedrale di Canterbury, e successivamente della chiesa di St Paul, di cui divenne maestro del coro. Il repertorio di Deller era incentrato prevalentemente sulla musica vocale del periodo barocco, soprattutto nordeuropeo: Purcell, Bach, Handel ecc.

### Altri interpreti
- Michele Andalò
- Mario Bassani
- Csaba Norbert Kondor
- Razek François Bitar
- James Bowman
- Alessandro Carmignani
- Mark Anthony Carpio
- Max Emanuel Cenčić
- Cezar
- Michael Chance
- Paul Esswood
- Franco Fagioli
- René Jacobs
- Philippe Jaroussky
- Marco Lazzara
- Henri Ledroit
- Angelo Manzotti
- Tim Mead
- Bejun Mehta
- Filippo Mineccia
- Klaus Nomi
- Jakub Józef Orliński
- Raffaele Pe
- Valer Sabadus
- Andreas Scholl
- Carlo Vistoli
- Dominique Visse